# Vaz Lobo
Vaz Lobo je četvrt koja se nalazi u sjevernoj zoni Rio de Janeira. Nalazi se kraj četvrti Madureira i Irajá. U ovoj četvrti se nalazi velika crkva igreja de Cristo Rei tj. crkva Krista Kralja. U ovoj četvrti se također nalazi i Republički koledž (Colégio Republicano).